# اف.کی. ۲۳ بانتام
اف. کی. ۲۳ بانتام (به انگلیسی: BAT_Bantam) یک هواگرد ملخ‌پیشین تک‌موتوره از نوع جنگنده تک سرنشینه ساخت شرکت British Aerial Transport Company Limited است. هواگرد اف.کی. ۲۳ بانتام نخستین پروازش را در ۱۹۱۸ میلادی انجام داد. این هواگرد در سال ۱۹۲۱ میلادی رسماً معرفی گردید. در مجموع، تعداد ۱۵ فروند از این هواگرد ساخته شده‌است.
طراح این هواگرد، Frederick Koolhoven بود.